# West Valley City
West Valley City is een stad in de Amerikaanse staat Utah en telt 108.896 inwoners. Het is hiermee de 207e stad in de Verenigde Staten (2000). De oppervlakte bedraagt 91,6 km², waarmee het de 180e stad is.

## Demografie
Van de bevolking is 5,4 % ouder dan 65 jaar en bestaat voor 14,7 % uit eenpersoonshuishoudens. De werkloosheid bedraagt 3,9 % (cijfers volkstelling 2000).
Ongeveer 18,5 % van de bevolking van West Valley City bestaat uit hispanics en latino's, 1,1 % is van Afrikaanse oorsprong en 4,3 % van Aziatische oorsprong.
Het aantal inwoners steeg van 86.999 in 1990 naar 108.896 in 2000.

## Klimaat
In januari is de gemiddelde temperatuur -2,3 °C, in juli is dat 25,5 °C. Jaarlijks valt er gemiddeld 411,0 mm neerslag (gegevens op basis van de meetperiode 1961-1990).

## Plaatsen in de nabije omgeving
De onderstaande figuur toont nabijgelegen plaatsen in een straal van 12 km rond West Valley City.